# Morakowo
Morakowo (prononciation : [mɔraˈkɔvɔ]) est un village polonais de la gmina de Gołańcz dans le powiat de Wągrowiec de la voïvodie de Grande-Pologne dans le centre-ouest de la Pologne.
Il se situe à environ 5 kilomètres au sud-est de Gołańcz (siège de la gmina), 17 kilomètres au nord-est de Wągrowiec (siège du powiat), et à 65 kilomètres au nord-est de Poznań (capitale de la Grande-Pologne).

## Histoire
De 1975 à 1998, le village faisait partie du territoire de la voïvodie de Piła.

Depuis 1999, Morakowo est situé dans la voïvodie de Grande-Pologne.